# Lengyel Néppárt
Lengyel Néppárt (lengyelül Polskie Stronnictwo Ludowe, PSL; a magyar sajtóban gyakran helytelenül Lengyel Parasztpárt) lengyelországi centrista agrárpárt. Az Európai Néppárt–Európai Demokraták (EPP-ED) tagja. Vezetője Waldemar Pawlak jelenlegi miniszterelnök-helyettes és gazdasági miniszter.
A 2007-től 2015-ig a Polgári Platformmal koalícióban kormánypárt, majd ellenzékben.

## Ideológia
A párt az 1990-es években elkötelezett volt a szociáldemokrácia és az agrárszocializmus iránt, majd a 2000-es évekre a párt inkább kereszténydemokrata szellemiségűvé vált. Magát a párt a baloldalra pozicionálta ekkoriban, de még 2011-ben is magát úgy jellemezte mint "baloldali párt, amely az agrárszocializmus mellé áll, de emellett ismert szociálkonzervatív nézeteiről". 2008 körülig a párt ellenezte a piaci liberalizmust, mert szerintük egy "primitív szociáldarwinizmus és ellenzik a liberális államot, amelyben az emberek kiszolgáltatottak a piacnak". 2008 óta a párt centrum felé húzott és már nem volt kritikus a gazdasági liberalizmussal valamint a lengyel gazdaságot nem agrárszocialista nézőpontból figyelte.
A párt jelenlegi ideológiai alapelvei a 2000-es évekre nyúlnak vissza: a párt eredetileg liberális-ellenes volt, ám a jobboldali populista Jog és Igazságosság erősebben volt antiliberális, az agrárszocialista politikát pedig markánsabban képviselte a szélsőbaloldali Lengyel Köztársaság Önvédelmi Pártja nevű párt. Ezzel 2005-ben a választások után egy antiliberális kormány alakult e két pártból a Lengyel Családok Ligája párttal együtt.
E kormánykoalíció gyakorlatilag elvitte a Lengyel Néppárt szavazótáborát. A Lengyel Néppárt ekkor kezdett együttműködni a Polgári Platfrommal, amely mérsékelten jobboldali, konzervatív-liberális párt volt. A Néppárt - hogy megakadályozza egy lehetséges, későbbi koalíció létrejöttét - visszavett a liberalizmus ellenző retorikájából. 2006-ban már több elemző megjegyezte, hogy a Lengyel Néppártot teljesen áthatotta a gazdasági liberalizmus, amely teljesen szembenállt az addigi baloldali gazdaságpolitikájukkal és így ideológiailag sokkal közelebb került a Polgári Platformhoz és más jobbközép pártokhoz. A Lengyel Köztársaság Önvédelmi Pártja agráriánus politikájának a szöges ellentétjét képviselte, társadalmi kérdésekben konzervatív nézeteket képviselt mindkét párt.
A párt ideológiájának manapság is fontos része az agrárianizmus. Társadalmi kérdésekben konzervatív álláspontot képvisel: ellenzi az abortuszt (habár annak büntetését nem támogatja, de elfogadja a jelenleg hatályos lengyelországi abortusztörvényeket); ellenzi az azonos nemű párok házasságát; az eutanáziát;  a halálbüntetést és a könnyű drogok legalizálását is. A párt támogatja, a hittanoktatást az állami iskolákban. 2019-ben a párt (Kukiz'15-el kötött megállapodás értelmében) beemelte politikai programjába a közvetlen demokráciát, aminek keretében egyéni választókerületek létrehozását, elektronikus szavazást és kötelező részvételű népszavazásokat vezetne be.
A 2015-ös választás után Władysław Kosiniak-Kamysz vezetése alatt a párt ideológiáját a gazdasági liberalizmus határozza meg, amellyel számos, nagyvárosi szavazót tudnak szerezni. Kosiniak-Kamysz a pártot úgy jellemzi mint "mérsékelten centrista" és kereszténydemokrata.

## Fordítás
- Ez a szócikk részben vagy egészben  a   Polskie Stronnictwo Ludowe című lengyel Wikipédia-szócikk ezen változatának fordításán alapul.  Az eredeti cikk szerkesztőit annak laptörténete sorolja fel. Ez a jelzés csupán a megfogalmazás eredetét és a szerzői jogokat jelzi, nem szolgál a cikkben szereplő információk forrásmegjelöléseként.